# Anna Kadeřávková
Anna Kadeřávková (* 24. července 1997 Praha) je česká herečka. Známou se stala zejména svou rolí Rozálie „Roziny“ Maléřové v seriálu Ulice.

## Biografie
Narodila se v Praze. Vystudovala pražskou konzervatoř, obor hudebně dramatický.[zdroj⁠?!] Jejími bývalými partnery jsou slovenský raper Ján Strapec alias Strapo a slovenský youtuber Daniel Sebastian Štrauch alias GoGoManTV, známý také pod přezdívkou GoGo.
Má devět sourozenců, čtyři sestry a pět bratrů. Devět let[kdy?] se věnovala lehké atletice, zejména běhu na 800 m.[zdroj?]

## Filmografie

### Film a televize
- Ulice (2012–2016, 2019), Rozina Maléřová
- Křižovatky života (2013)
- Škoda lásky (seriál) (2013), díl: Družička
- Andílek na nervy (2015), Viktorie
- Každý milion dobrý (2016)
- Vyšehrad (2017)
- Kouzelník Žito (2018)
- Šťastný nový rok (2019)
- Známí neznámí (2021)
- Šťastný nový rok 2: Dobro došli (2021)
- Vyšehrad: Seryjál (2021)
- Betlémské světlo (2022)
- Zatmění (2023)
- ZOO Nové začátky (2025), Jitka Kocourková